# Nadji Jeter
Nadji Anthony Jeter es un actor estadounidense. Es conocido por proporcionar la voz y la captura de movimiento de Sam en el videojuego de acción y aventuras The Last of Us y de Miles Morales en varios proyectos de Marvel desde 2017.

## Vida personal
Nadji Anthony Jeter nació en Atlanta, Georgia , el 18 de octubre de 1996. A una edad temprana, sus padres notaron que tenía talento para el baile, la actuación y la comedia. A los 9 años, actuó como bailarín en la Gala de la Fundación New Look de Usher. También actuó como mascota de baile de los Atlanta Hawks de la NBA. Se mudó a Los Ángeles en 2007 para seguir su carrera.

## Carrera profesional
Junto a sus papeles más populares como la voz de Sam en el videojuego de acción y aventuras The Last of Us (2013) y Miles Morales en la serie animada Spider-Man (2017) y los videojuegos Spider-Man (2018), Marvel Ultimate. Alliance 3: The Black Order (2019) y Spider-Man: Miles Morales (2020), Jeter tiene créditos de acción en vivo, como papeles de invitado en episodios de la serie de drama médico Grey's Anatomy (2007) y la comedia Everybody Hates Chris ( 2008). Apareció en las películas de comedia Grown Ups (2010) y Grown Ups 2 (2013), así como en la comedia de situación Reed Between the Lines (2011-2015). También ha protagonizado varios comerciales nacionales y fue el rostro de Coca-Cola en 2011.

## Filmografía

### Cine
| Año  | Título                 | Personaje      | Notas      | Referencias |
| ---- | ---------------------- | -------------- | ---------- | ----------- |
| 2006 | Dirty Laundry          | Boy 1          |            |             |
| 2006 | Beats Style and Flavor | Performer      | Uncredited |             |
| 2008 | Lower Learning         | Sling Shot Kid | Uncredited |             |
| 2009 | Opposite Day           | Jasper         |            |             |
| 2010 | Grown Ups              | Andre McKenzie |            | [ 5 ]       |
| 2013 | Grown Ups 2            | Andre McKenzie |            | [ 6 ] [ 7 ] |
| 2016 | La quinta ola          | Poundcake      |            |             |
| 2016 | Dance Camp             | Hunter         |            |             |
| 2017 | Wonder                 | Justin         |            |             |
| 2021 | The Runner             | Blake          |            |             |

### Televisión
| Año     | Título                 | Personaje                                                  | Notas                             |
| ------- | ---------------------- | ---------------------------------------------------------- | --------------------------------- |
| 2007    | Grey's Anatomy         | Bobby                                                      | Episode: "A Change Is Gonna Come" |
| 2008    | Everybody Hates Chris  | Guy / Jason                                                | 2 episodios                       |
| 2009    | The Forgotten          | Chico de fútbol #2                                         | Episodio: Prisoner Jane"          |
| 2011    | Reed Between the Lines | Keenan Reynolds                                            |                                   |
| 2013    | Castle                 | Joey Malone                                                | Episodio: "Under the Influence"   |
| 2015    | Jessie                 | Terry                                                      | Episodio: "Basket Cases"          |
| 2015    | Last Man Standing      | Brandon Larabee                                            | Episodio: "Vanessa Fixes Up Eve"  |
| 2017    | Bobbi Kristina         | Nick Gordon                                                | Película para televisión          |
| 2017–20 | Spider-Man             | Miles Morales / Ultimate Spider-Man, Miles' Security Robot | Voz                               |

### Videojuegos
| Año  | Título                                      | Personaje                  | Notas                       |
| ---- | ------------------------------------------- | -------------------------- | --------------------------- |
| 2013 | The Last of Us                              | Sam                        | Voz y captura de movimiento |
| 2018 | Marvel's Spider-Man                         | Miles Morales              | Voz y captura de movimiento |
| 2019 | Marvel Ultimate Alliance 3: The Black Order | Miles Morales / Spider-Man | Voz y captura de movimiento |
| 2020 | Marvel's Spider-Man: Miles Morales          | Miles Morales / Spider-Man | Voz y captura de movimiento |
| 2023 | Marvel's Spider-Man 2                       | Miles Morales / Spider-Man | Voz y captura de movimiento |